# Trutz Pappenheim
Trutz Pappenheim war eine Schanze bei Magdeburg während des Dreißigjährigen Kriegs.

## Lage
Die Schanze lag im Bereich der Kluß in der Nähe der von Gommern nach Magdeburg führenden Straße, östlich des heutigen Umflutkanals bei Pechau.

## Geschichte
Der Bau der Schanze stand im Zusammenhang mit der Belagerung der Stadt Magdeburg durch Tilly im Jahr 1631. Der schwedische Kommandant Dietrich von Falkenberg ließ im Zuge der Vorbereitungen zur Verteidigung der Stadt gegen die kaiserlich-katholischen Truppen südöstlich der Stadt drei Schanzen anlegen. Neben Trutz Pappenheim waren dies die in der Kreuzhorst gelegenen Schanzen Trutz Tilly und Magdeburger Succurs. Die Schanzen dienten unter anderem dazu, den Schiffsverkehr auf der Elbe und den Verkehr auf der Straße unbeeinträchtigt durch feindliche Streifen sicherzustellen, was zunächst auch gelang. Die Benennung war eine Provokation gegen den gegnerischen Feldherrn Gottfried Heinrich zu Pappenheim.
Mit dem Eintreffen der feindlichen Hauptstreitmacht wurde die Lage dieser weitab der eigentlichen Stadtbefestigung gelegenen Schanzen jedoch unhaltbar, da es eine ständige Verbindung zur Stadt nicht gab. Ab dem 9. April 1631 griffen Truppen Pappenheims die Schanzen an. Zunächst rückten die pappenheimischen Truppen nachts vor und verlegten der Besatzung der Schanze die Rückzugsmöglichkeiten. Von den Pappenheimern wurden Laufgräben und eine Schanze im Rücken von Trutz Pappenheim, auf dem Damm in Richtung Prester, angelegt. Es folgte dann ein Angriff, bei dem ein Bollwerk der Magdeburger eingenommen wurde. Bei Sonnenaufgang feuerte eine Batterie der kaiserlichen Truppen auf die Hauptschanze. Pappenheim ließ Feuerkugeln schleudern, die jedoch im sumpfig, moorigen Gelände ihre Wirkung verfehlten. Der daraufhin befohlene Sturmangriff scheiterte jedoch. Die Angreifer trafen auf heftige Gegenwehr und verfingen sich in Gestrüpp und Dornen. Insgesamt gab es auf Seiten der kaiserlichen Truppen hundert Tote. Pappenheim ließ daraufhin neue frische Truppen angreifen, denen die Erstürmung der Schanze gelang. Sämtliche Verteidiger wurden getötet. Die Leichen wurden in die Dornburger Alte Elbe geworfen und trieben so später an Magdeburg vorbei, was in der Stadt Bestürzung auslöste. Die anderen beiden Schanzen wurden kurze Zeit später eingenommen.
Am 10. Maijul. / 20. Mai 1631greg. erstürmten die kaiserlichen Truppen dann letztlich die Stadt Magdeburg, die dabei weitgehend zerstört wurde.